# Полуночный вампир
«Полуночный вампир» — фильм ужасов 1988 года режиссёра Грегори Мак-Клэтчи.

## Сюжет
Вампир-убийца 9 раз нападал на людей, а полиция так и не имеет улик. Когда он нападает снова, детектив Роджер Саттер (Джейсон Уильямс) начинает поиск другим путём. Саттер не знает этого, но вампир — это доктор Виктор Рэдкофф (Густав Винтас), гипнотерапевт и психоаналитик. Рэдкофф убивает своих жертв ножом, который он прячет в рукаве, и управляет своими «избранными», гипнотизируя их и заставляя носить рубиновые ожерелья в форме сердца, которые напоминают эмблему ассоциации Кровь красного сердца. Когда Саттер замечает, что его подружка Дженни Карлин (Лесли Милн), концертная пианистка, носит подобное ожерелье, он складывает два плюс два и выслеживает её по дороге к особняку Рэдкоффа, где в конце концов захватывает Рэдкоффа и освобождает Дженни. По пути в полицейский участок Рэдкофф почти загипнотизировал полицейских, чтобы они убили друг друга, но Саттер появляется из-за кустов и стреляет в Рэдкоффа. В заключительной сцене Саттер вынимает фальшивые клыки изо рта Рэдкоффа.

## Актёрский состав
- Джейсон Уильямс — Роджер Саттер
- Густав Винтас — Виктор Рэдикофф
- Лесли Милн — Дженни Карлтон